# Danny Greene
Daniel « Danny » Greene, né le 14 novembre 1933 à Cleveland (Ohio) et assassiné le 6 octobre 1977 à Lyndhurst (Ohio), est un gangster irlando-américain.

## Biographie
Greene gagne ses premiers galons dans une section locale de l'International Longshoremen's Association, où il se fait élire président au début des années 1960. Il évolue ensuite en organisant le racket à Cleveland et commence à faire concurrence aux familles locales de la mafia italienne. Il crée alors son propre groupe appelé le Celtic Club. Il devient par la suite membre de la famille du crime de Cleveland dirigée par John Nardi et participe à la guerre des gangs pour le contrôle des opérations criminelles de la ville au cours des années 1970. Il est aussi recruté par le FBI et devient un de leurs informateurs. Il meurt assassiné le 6 octobre 1977 à Lyndhurst (Ohio), tué par l'explosion d'un véhicule piégé à côté duquel il passait.

## Culture populaire
- Le livre To Kill the Irishman: The War that Crippled the Mafia de Rick Porrello paru en 1998, retrace la vie de Danny Greene.
- Le film Irish Gangster, sorti en 2011 et réalisé par Jonathan Hensleigh, avec Ray Stevenson, Val Kilmer, Christopher Walken et Vincent D'Onofrio est une adaptation du livre de Porello.